# 몸 구멍
몸 구멍(body orifice) 또는 체구는 동물의 몸에 있는 모든 구멍을 말한다.

## 외부
인간과 같은 일반적인 포유류의 몸 구멍은 다음과 같다.
- 콧구멍: 호흡 및 관련 후각을 담당한다.
- 입: 먹고, 마시고, 숨쉬고, 말하기와 같은 발성을 담당한다.
- 외이도: 청각을 담당한다.
- 코눈물관(nasolacrimal duct, 비루관): 눈물주머니에서 비강으로 눈물을 운반한다.
- 항문: 배변을 담당한다.
- 요도구멍: 남성과 여성의 소변과 남성의 사정을 담당한다.
- 암컷의 경우 질: 월경, 교미, 출산을 담당한다.
- 젖꼭지 구멍

다른 동물들은 다른 체구를 가질 수 있다.
- 총배설강: 조류, 파충류, 양서류, 그리고 단공류와 같은 몇몇 포유류의 경우이다.[1]
- 연체동물, 절지동물 및 기타 일부 동물의 사이펀 (연체동물)(Siphon (mollusc))

## 내부
내부 구멍에는 심장 판막 사이의 심장 유출로(outflow tract) 구멍이 포함된다.

## 같이 보기
- 벌리개
- 내부 요도 구멍(Internal urethral orifice)
- 점막
- 점막피부 경계(Mucocutaneous boundary)
- 관 구멍(Meatus)
- 체강